# Parlaghy Kornélia
Parlaghy Kornélia; Pintér Imréné, névváltozat: Parlagi (Budapest, 1884. május 26. – Budapest, 1942. november 10.) színésznő, operettprimadonna, Pintér Imre színész férje.

## Pályafutása
A Zeneakadémia operatanszakán tanult. Leszkay András aradi színigazgatóhoz szerződtette, itt a Szulamit címszerepében aratott nagy sikert. 1899–1900-ban Kassán, 1900–01-ben Aradon, 1901–02-ben Temesváron, 1902–03-ban újból Aradon, 1903–04-ben Nagyváradon, 1904–05-ben Szegeden, 1905–06-ban megint Temesváron, 1906–07-ben Cegléden és Kecskeméten szerepelt. 1905-ben a Városligeti Színkörben is játszott, 1907-től 1909-ig Pécsett lépett fel. 1907-től a Király Színház művésze volt, az itt rendezett János vitéz versenyen az ezüst pálmaágat nyerte. Később magánénekiskolát vezetett, hangversenyeken és a Rádióban volt hallható és vidéken lépett színpadra vendégszereplőként. Az 1920-as években férjével, Pintér Imrével iskolákban adtak alkalmi műsorokat. Filmekben és filmszkeccsben is szerepelt. Kitűnő énektechnika és élénk temperamentum jellemezték, énekpedagógiai téren végzett munkássága is jelentős.

## Fontosabb szerepei
- Mignon (Thomas)
- Carmen (Bizet)
- Iluska (Kacsóh Pongrác: János vitéz)

## Ismertebb filmjei
- A népfelkelő (1914)
- Pesti cselédek (1914)
- Ágyú és harang (1915)
- A nagy leszámolás (1915)

## Képgaléria

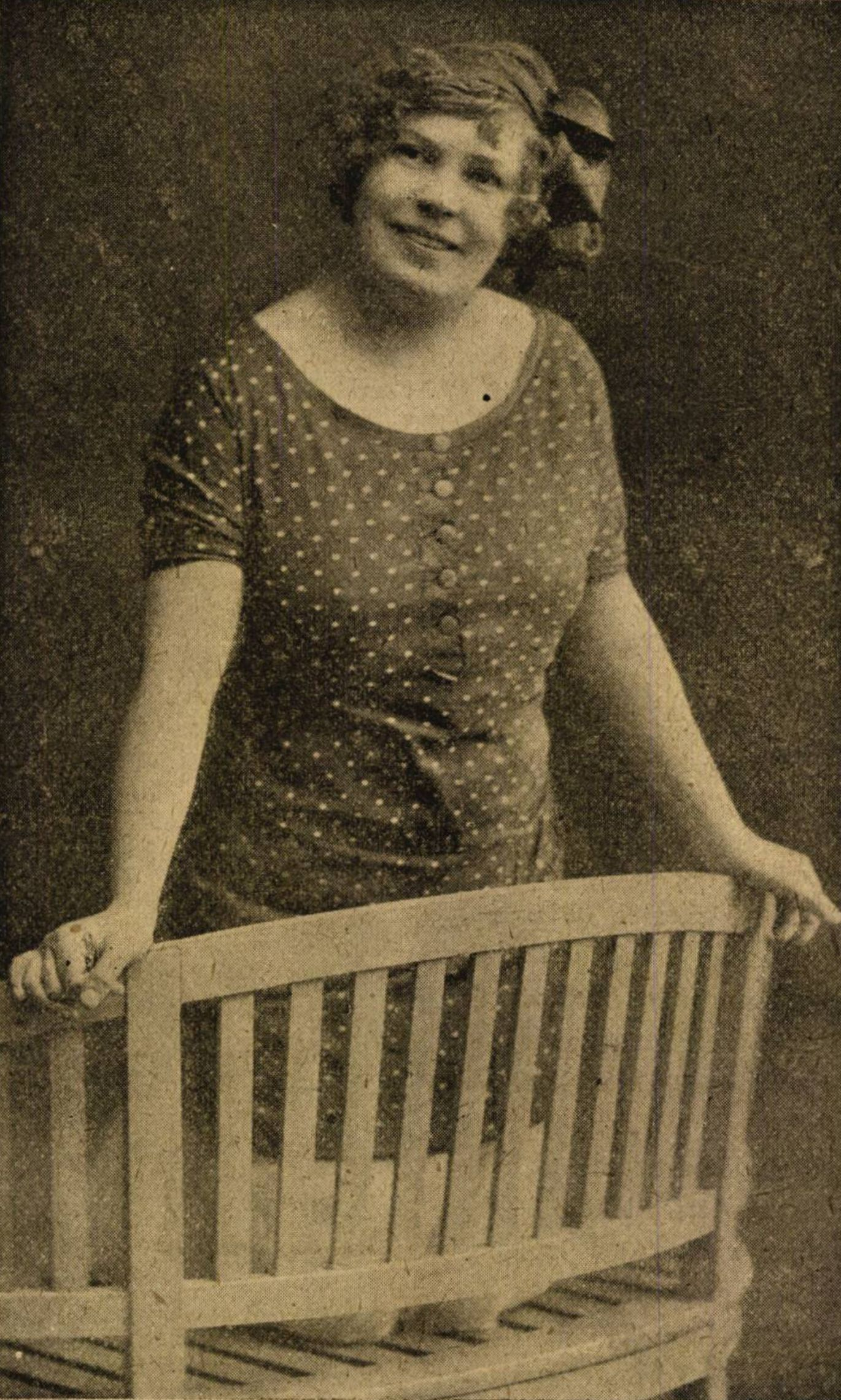
Szerepfelvétele, Színházi Élet, 1918
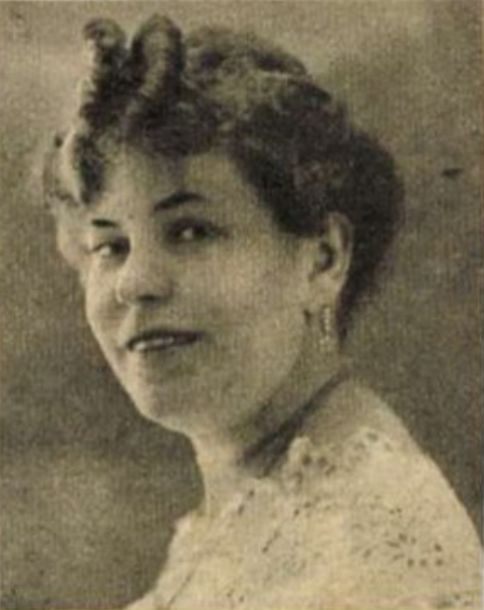
Halálhírével közzétett arcképe, 1942
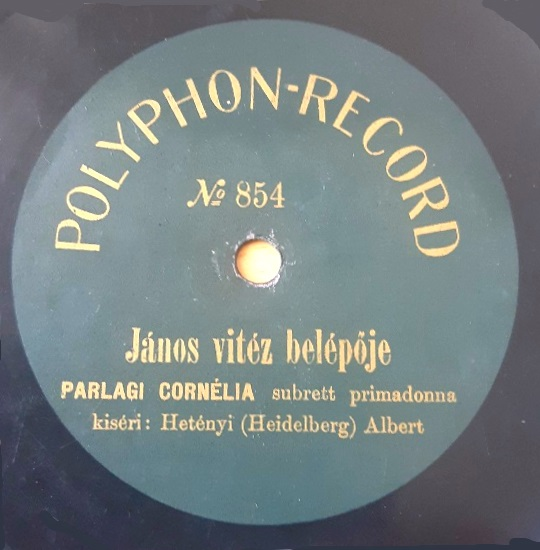
Gramofonlemez, Budapest, 1908
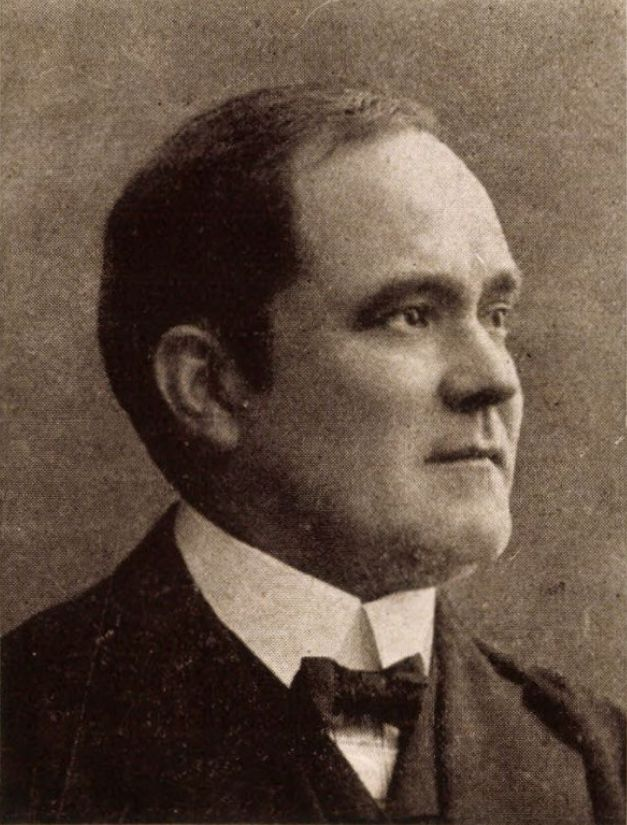
Pintér Imre, Parlaghy Kornélia férjének portréja a Magyar színművészeti lexikonban (1930)